# Коронарна недостатність

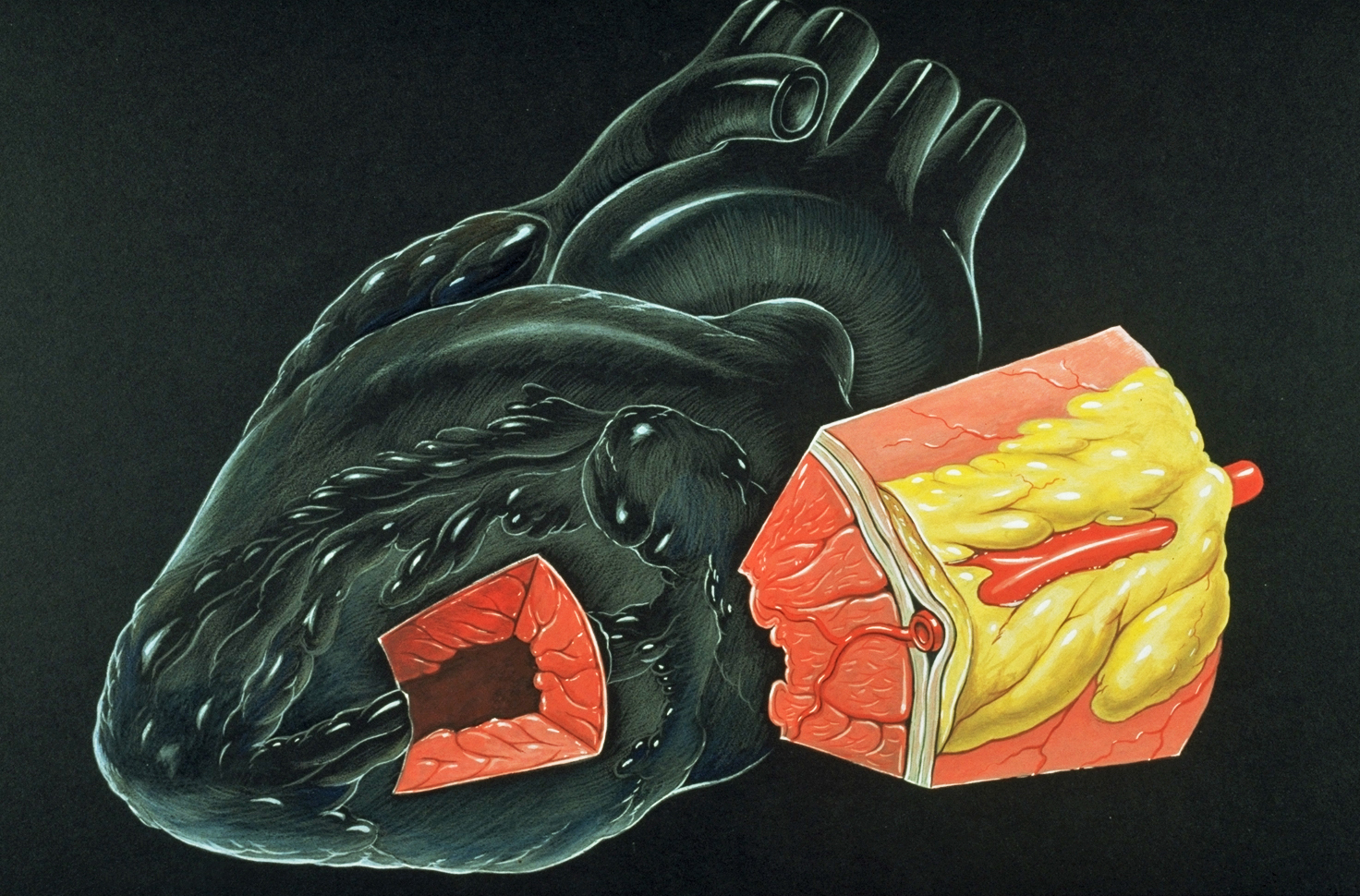
Міокард

Коронарна недостатність (лат. isufficientia coronaria) — складний клініко-патофізіологічний стан в серці людини, який викликає локальну ішемію міокарду через зниження коронарного кровообігу та, відповідно, доставку до ділянок міокарду кисню та поживних речовин.
Коронарна недостатність може виникнути як на фоні спадковості та генетичних відхилень, так і на фоні загального погіршення функціональності організму через неправильний (нездоровий) спосіб життя, що призводить до значної чи повної обструкції (звуження протоку) судин серця, з відповідним частковим чи повним припиненням кровообігу по коронарних артеріях.

Це проявляється як спазми коронарних судин, звуження просвіту через атеросклеротичу бляшку чи тромб, субендотеліальний крововилив, розростання сполучної тканини при продуктивному запаленні або звуження просвіту внаслідок стискання артерії ззовні спайкою, пухлиною чи стороннім тілом.

За природою розрізняють коронарну недостатність як гостру та хронічну.

Гостра викликає інфаркт міокарду та спричинена раптовим порушенням прохідності коронарної артерії, що викликає постійні гострі болі синусоїдного плану (різкий всплеск та повільний спад).

Хронічна ж прогресує до сталої стенокардії з подальшим збільшенням маси міокарду та серця в цілому через поганий відтік крові та продуктів метаболізму. Хронічна коронарна недостатність проявляється у відчутті постійних серцевих болів колючого та тиснучого типів як при різких рухах, так і незначних фізичних навантаженнях.

## Діагностика

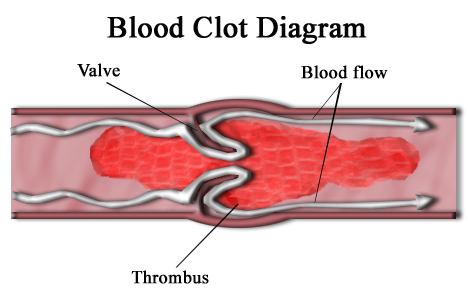
Діаграма тромбу

Виявляється коронарна недостатність шляхом обстеження хворого за допомогою ЕКГ. За величиною навантаження, при якій виникають зміни ЕКГ, роблять висновок про ступінь тяжкості коронарної недостатності. Для діагностики хронічної коронарної недостатності також використовують фармакологічні проби, коронарографію, УЗД.

При гострій коронарній недостатності використовують ферментодіагностику інфаркту міокарду, радіонуклідну діагностику з ізотопами талію чи технецію.

## Профілактика
Попередження й профілактика коронарної недостатності — складний процес, який охоплює собою повний контроль над способом життя, а саме вимагає активного способу життя (ранкова, денна та/чи вечірня гігієнічна гімнастика, прогулянки, піший туризм), правильне здорове харчування (зменшення кількості вживання холестерин-вмістних продуктів, постійність графіку харчування, відмова від алкоголю), позитивний емоційний стан, аеробні вправи, профілактика тромбозу за допомогою використання п'явок та вживання достатньої кількості води.

## Лікування
Лікування коронарної недостатності передбачає вплив на основне захворювання, з яким вона пов'язана, та поділяється на складне медикаментозне чи хірургічне.

Медикаментозним шляхом борються з Атеросклерозом, коронаритом та тромбозом шляхом застосування антиангінальних, тромболітичних, протиаритмічних препаратів.

У випадку складних чи запущених форм коронарної недостатності виконується хірургічна корекція вади серця, оперативне лікування, коронарне шунтування з метою реваскуляризації (відновлення кровопостачання) ділянок міокарду. У дуже складних випадках проводять операції з заміною серця на технічний імплант чи донорську пересадку.

## Долікарська допомога

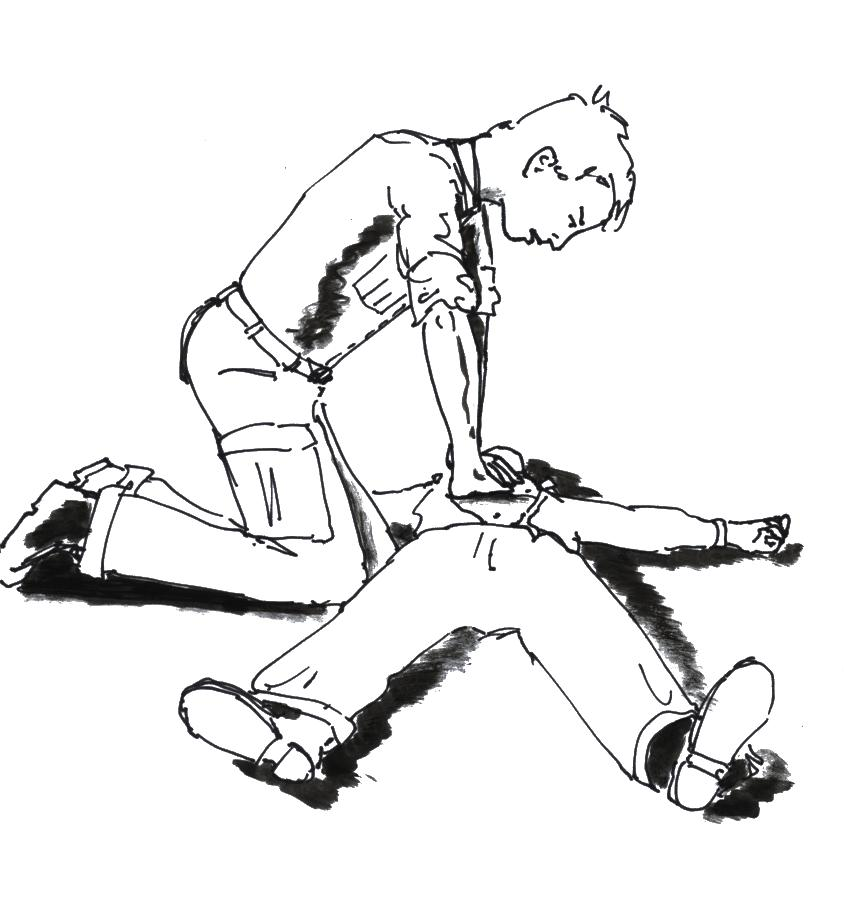
Здійснення СЛР пацієнту

З практичної точки зору важливо знання першої долікарської допомоги при приступі стенокардії й інфаркті міокарду.

До приїзду й огляду хворого лікарем, слід розглядати приступ стенокардії як можливий інфаркт — якщо не спостерігається ядуха чи кашель, хворого необхідно покласти, в іншому випадку — посадити й притримувати, аби людина не впала й не травмувалася. При цьому необхідно забезпечити її доступом свіжого повітря та розстібнути одяг й одразу ж викликати швидку.

Перша допомога при стенокардії — препарат нітрогліцерин. Якщо хворий приймає його постійно, то дають одразу ж подвійну до звичної хворому кількості пігулок. За відсутності таких відомостей чи першому використанні препарату, потерпілому кладуть під язик пігулку раз на п'ять хвилин, але не більше, ніж 3 рази.

За відсутності нітрогліцерину можна скористатись валідолом.

За відсутності будь-яких пігулок чи ліків — м'ятні цукерки.

Для розрідження крові також варто хворому дати розжувати чверть пігулки аспірину (за відсутності в нього/неї алергії на препарат).

Якщо людина знепритомніла від болю, але пульс прослуховується, варто змочувати обличчя та шию холодною водою та злегка поплескати долонями по обличчю.

Якщо ж пульс зник, необхідно обережно зробити непрямий масаж серця та штучну вентиляцію легень (Серцево-легенева реанімація)